# ウラジーミル・ディアドゥン
ウラジーミル・セルゲイェヴィチ・ディアドゥン（ロシア語: Владимир Сергеевич Дядюн, ラテン文字転写: Vladimir Sergeevich Dyadyun, 1988年7月12日 - ）は、ロシア・オムスク出身の元サッカー選手。現役時代のポジションはFW。

## 経歴

### クラブ
FCルビン・カザンのユースチーム出身で、2007年にトップチームに昇格した。2008年は当時ロシア・ファーストディビジョン（実質2部）に属していたFCロストフへレンタル移籍し、8得点を挙げ、チームをわずか1年でのプレミア復帰に貢献した。2009年はFCトム・トムスクへレンタル移籍し、20試合に出場したが、得点を挙げられなかった。2010年はPFCスパルタク・ナリチクへレンタル移籍し、28試合に出場し10得点を挙げ、チーム内の得点王に輝くとともにクラブも過去最高の6位に輝くなど、躍進の立役者のひとりとなった。2011年からは古巣ルビン・カザンへ復帰している。

### 代表
ロシア代表としてU-21代表で招集され、5試合出場歴がある。2011年10月、怪我で離脱したアレクサンドル・ケルジャコフの代替として招集されたが、A代表デビューは飾っていない。

## 獲得タイトル
- FCルビン・カザン
  - ロシア・カップ：1回 (2012)
  - ロシア・スーパーカップ：1回 (2012)